# 徐日藻
徐日藻，江西臨川縣人，清朝政治人物。舉人出身。

## 生平
明崇禎十五年（1642年）壬午科江西鄉試舉人，清順治十八年，接替王震亨。擔任江蘇宜興縣知縣。康熙二年離任，職務由李元華接任。